# Nabotomus delus
Nabotomus delus är en mångfotingart som beskrevs av Chamberlin 1940. Nabotomus delus ingår i släktet Nabotomus och familjen fingerdubbelfotingar. Inga underarter finns listade i Catalogue of Life.